# FLT3
FLT3（FMS-like tyrosine kinase 3）またはCD135（cluster of differentiation antigen 135）は、ヒトではFLT3遺伝子にコードされるタンパク質である。FLT3はクラスIII受容体型チロシンキナーゼに属するサイトカイン受容体である。FLT3はサイトカインFLT3L（FLT3リガンド）に対する受容体として機能する。
FLT3は多くの造血系前駆細胞の表面に発現しており、FLT3シグナルは造血幹細胞や前駆細胞の正常な発生に重要である。
FLT3遺伝子は、急性骨髄性白血病（AML）で最も高頻度で変異が生じている遺伝子の1つである。FLT3遺伝子に変異を持たない一部のAML患者の芽球では、野生型FLT3の高レベル発現が報告されている。こうした高レベル発現は予後不良と関係している。

## 構造
FLT3は、5個の細胞外Ig様ドメイン、膜貫通ドメイン、膜近接ドメイン、そしてチロシンキナーゼドメインから構成される。チロシンキナーゼドメインは2つのローブからなり、両者はKI（Tyrosine-kinase Insert）と呼ばれる領域で連結されている。細胞質に位置するFLT3はグリコシル化を受け、それによって受容体の膜局在が促進される。

## 機能
FLT3はクラスIII受容体型チロシンキナーゼである。この受容体がFTL3Lに結合すると、2分子のFLT3の間を1分子のFLT3Lが橋渡しした三者複合体が形成される。こうした複合体の形成によって、2つの細胞内ドメインが互いに近接し、各キナーゼドメインで1つ目のトランスリン酸化が引き起こされる。このリン酸化イベントによってチロシンキナーゼ活性はさらに活性化され、シグナル伝達分子をリン酸化して活性化することにより、細胞内へシグナルが伝播する。FLT3を介したシグナル伝達は、細胞生存、増殖、分化に関与している。FLT3はリンパ球（B細胞やT細胞）の発生に重要である。
次の2種類のサイトカインがFLT3の活性をダウレギュレーションし、FLT3による造血活性を遮断する。
- TNF-α
- TGF-β

特に、TGF-βはFLT3のタンパク質レベルを低下させ、FLT3による造血系前駆細胞のG1期短縮作用を逆転させる。

## 臨床的意義

### 細胞表面マーカー
CD分子は細胞表面に位置するマーカーであり、特定の抗体群によって認識されるため、細胞種、分化段階、細胞の活性を特定するために用いられている。マウスでは、Flt3（CD135）は、長期・短期造血幹細胞（HSC）のほか、多能性造血前駆細胞（multipotent progenitor、MPP）、リンパ系共通前駆細胞（common lymphoid progenitor、CLP）のような前駆細胞など、いくつかの造血系細胞上に発現している。

### がんにおける役割
FLT3はがん原遺伝子であり、このことはこの遺伝子の変異ががんの原因となる場合があることを意味している。FLT3は、骨髄の造血前駆細胞のがんである、白血病の発症をもたらす場合がある。FLT3の遺伝子内縦列重複（internal tandem duplication、FLT3-ITD）は急性骨髄性白血病（AML）と関係した変異の中で最も一般的であり、予後不良と関係したマーカーとなる。

### FLT3阻害剤
ギルテリチニブはFLT3-AXL二重阻害剤であり、FLT3-ITDまたはチロシンキナーゼドメイン（TKD）変異を有する再発性・難治性AML患者に対する第3相臨床試験が完了している。2017年、ギルテリチニブはFDAによってAMLを対象としたオーファンドラッグとして指定された。2018年11月FDAは、FDA承認検査によってFLT3変異が確認された再発性・難治性AML成人患者に対する治療として、ギルテリチニブ（ゾスパタ）を承認した。
2023年7月、FDA承認検査でFLT3-ITD陽性が確認された、新たにAMLと診断された患者に対する治療として、キザルチニブ（ヴァンフリタ）が承認された。キザルチニブは標準的なシタラビンとアントラサイクリンによる導入療法やシタラビンによるコンソリデーション療法との併用、そしてコンソリデーション療法後の単剤維持療法として利用される。
ミドスタウリンは2017年4月に、新たに診断されたFLT3変異陽性の成人AML患者に対する治療として、化学療法との併用によるFDAの承認を受けた。この薬剤は、AML患者のFLT3変異の検出に利用されるコンパニオン診断薬LeukoStrat CDx FLT3 Mutation Assayとともに使用することで承認を受けている。
ソラフェニブはFLT3-ITD変異陽性AMLに対して大きな活性を示すことが報告されている。
2012年4月に発表された論文では、FLT3阻害剤耐性患者では特定のDNA配列が耐性獲得に寄与していることが発見されており、耐性獲得変異を考慮した将来的な阻害剤開発の可能性が示されている。

## 関連文献
- Kazi JU, Rönnstrand L (2019). "FMS-like Tyrosine Kinase 3/FLT3: From Basic Science to Clinical Implications". Physiol Rev. 99 (3): 1433–1466. doi:10.1152/physrev.00029.2018. PMID 31066629。
- Reilly JT (2003). “FLT3 and its role in the pathogenesis of acute myeloid leukaemia.”. Leuk. Lymphoma 44 (1):  1–7. doi:10.1080/1042819021000040233. PMID 12691136.
- Kottaridis PD, Gale RE, Linch DC (2003). "Prognostic implications of the presence of FLT3 mutations in patients with acute myeloid leukemia". Leuk. Lymphoma. 44 (6): 905–13. doi:10.1080/1042819031000067503. PMID 12854887. S2CID 44447515。
- Gilliland DG (2004). “FLT3-activating mutations in acute promyelocytic leukaemia: a rationale for risk-adapted therapy with FLT3 inhibitors.”. Best Practice & Research. Clinical Haematology 16 (3):  409–17. doi:10.1016/S1521-6926(03)00063-X. PMID 12935959.
- Drexler HG, Quentmeier H (2005). "FLT3: receptor and ligand". Growth Factors. 22 (2): 71–3. doi:10.1080/08977190410001700989. PMID 15253381. S2CID 86614476。
- Naoe T, Kiyoi H (2005). "Normal and oncogenic FLT3". Cell. Mol. Life Sci. 61 (23): 2932–8. doi:10.1007/s00018-004-4274-x. PMID 15583855. S2CID 27189321。
- Sternberg DW, Licht JD (2005). "Therapeutic intervention in leukemias that express the activated fms-like tyrosine kinase 3 (FLT3): opportunities and challenges". Curr. Opin. Hematol. 12 (1): 7–13. doi:10.1097/01.moh.0000147891.06584.d7. PMID 15604885. S2CID 1590938。
- Marcucci G, Mrózek K, Bloomfield CD (2005). "Molecular heterogeneity and prognostic biomarkers in adults with acute myeloid leukemia and normal cytogenetics". Curr. Opin. Hematol. 12 (1): 68–75. doi:10.1097/01.moh.0000149608.29685.d1. PMID 15604894. S2CID 6183391。
- Markovic A, MacKenzie KL, Lock RB (2005). "FLT-3: a new focus in the understanding of acute leukemia". Int. J. Biochem. Cell Biol. 37 (6): 1168–72. doi:10.1016/j.biocel.2004.12.005. PMID 15778081。
- Zheng R, Small D (2006). "Mutant FLT3 signaling contributes to a block in myeloid differentiation". Leuk. Lymphoma. 46 (12): 1679–87. doi:10.1080/10428190500261740. PMID 16263569. S2CID 20518363。
- Parcells BW, Ikeda AK, Simms-Waldrip T, et al. (2007). "FMS-like tyrosine kinase 3 in normal hematopoiesis and acute myeloid leukemia". Stem Cells. 24 (5): 1174–84. doi:10.1634/stemcells.2005-0519. PMID 16410383。
- Stubbs MC, Armstrong SA (2007). "FLT3 as a therapeutic target in childhood acute leukemia". Current Drug Targets. 8 (6): 703–14. doi:10.2174/138945007780830782. PMID 17584026。